# 阿尔西 (阿登省)
阿尔西（法語：Harcy，法語發音：[aʁsi]）是法国大東部大區阿登省的一个市镇，属于沙勒维尔-梅济耶尔区。

## 地理
阿尔西（49°50'10"N, 4°33'48"E）面积19.15 平方千米，位于法国大東部大區阿登省，该省份为法国北部内陆省份，西接埃纳省，南至马恩省，东临默兹省，北与比利时接壤。
与阿尔西接壤的市镇（或旧市镇、城区）包括：菲代勒堡、索尔莫讷河畔沙特莱、洛尼、莱马聚尔、米尔坦和博尼、朗韦、里莫涅、索尔莫讷。

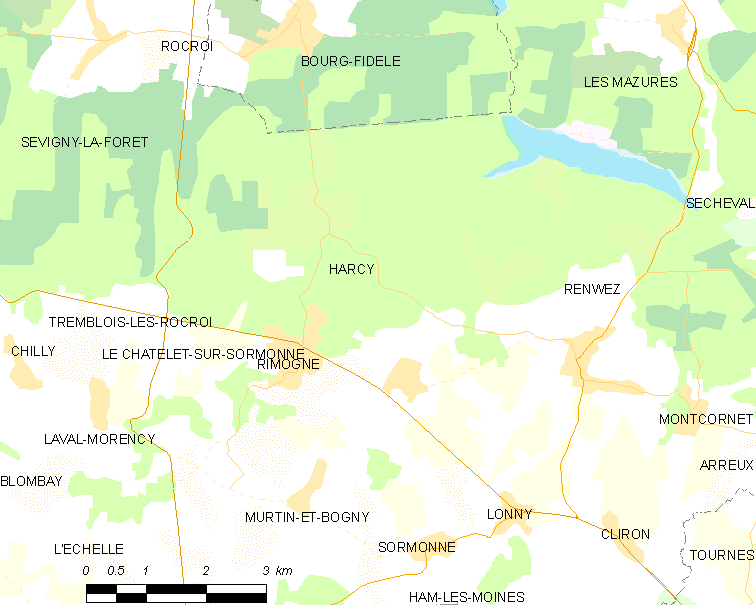
的OSM定位图

阿尔西的时区为UTC+01:00、UTC+02:00（夏令时）。

## 行政
阿尔西的邮政编码为08150，INSEE市镇编码为08212。

## 政治
阿尔西所属的省级选区为罗克鲁瓦县。

## 人口

1962-2008年间人口变化图示

阿尔西于2022年1月1日时的人口数量为503人。